# Marlyse Nsourou
Marlyse Nsourou (sinh ngày 27 tháng 2 năm 1987) là một vận động viên chạy cự ly trung bình ở Gabon. Cô đã thi đấu ở nội dung 800 mét nữ tại Thế vận hội Mùa hè 2004.